# Daniel Stern (psicoanalista)
Daniel Norman Stern (New York, 16 agosto 1934 – Ginevra, 12 novembre 2012) è stato uno psichiatra e psicoanalista statunitense, fra i principali studiosi nel campo dello sviluppo psicologico infantile.

## Biografia
Dopo la laurea in Medicina a New York nel 1956, diventa professore di psichiatria e direttore dei programmi di ricerca sui processi evolutivi della Cornell University, lecturer al Columbia University Center for Psychoanalysis, quindi docente di psicologia al Dipartimento di Psicologia dell'Università di Ginevra, fino alla nomina a professore emerito.
Originale la sua teoria dello sviluppo psichico del bambino, sviluppata nei primi anni '70 e fondata sul concetto di Sé nonché sulla relazione diadica madre-bambino, integrando psicoanalisi, etologia e psicologia dello sviluppo, sovvertendo così quella che fino ad allora era una concezione prevalentemente monadica della mente umana, autocentrata fin dalla nascita (così come voleva quella psicologia dell'Io, sostenuta, fra gli altri, da Heinz Hartmann e David Rapaport, in cui Stern si formò).
Successivamente, si rivolge all'analisi della relazione terapeuta-paziente durante il setting analitico, nonché allo studio di alcuni nuovi ed inesplorati aspetti del vissuto di ogni essere umano.

## Contributi
I suoi maggiori contributi riguardano lo studio delle relazioni sociali precoci della diade "madre-bambino", circoscrivendone l'indagine ai primi sei mesi di vita del bambino, condotta secondo un approccio psicogenetico e attraverso l'evidenza empirica, l'osservazione partecipante e l'analisi segmentale del comportamento, dando così un notevole impulso scientifico alla psicologia infantile collocandola nell'alveo compreso fra il metodo clinico e quello etologico.
Egli ha tenuto sempre in debita considerazione ogni aspetto del comportamento dell'infante, anche quello apparentemente più marginale, come era ritenuto lo sguardo. Ha inoltre, con queste ricerche, contribuito allo sviluppo delle teorie del Sé, dimostrando come questa fondamentale parte strutturale della psiche umana abbia origine già nei primi mesi di vita del nascituro.

## L'Infant Research
Stern è stato uno dei principali promotori e dei maggiori contributori dell'infant research, quel filone di ricerche sullo sviluppo psichico infantile che «ha trovato, in origine, una delle sue spinte propulsive e di guida proprio nella psicoanalisi, cioè nel suo interesse e nelle sue scoperte sull'infanzia e sulla attività mentale precoce, per poi distaccarsene fino a contrapporvisi. Il pressante invito che l'infant research rivolge alla psicoanalisi è quello di utilizzare modelli concettuali coerenti con l'"evidenza empirica" da loro prodotta. Sull'onda di questi risultati, alcuni ricercatori da un lato, alcuni psicoanalisti dall'altro, hanno iniziato a criticare e a tentare di sostituire quelle teorie e quei concetti psicoanalitici che non si "armonizzano" con le scoperte dell'infant research: tra gli altri, il narcisismo e l'onnipotenza infantile, l'autismo e la simbiosi, l'organizzazione dell'esperienza secondo le categorie 'buono-cattivo', la presenza della scissione.»

## Opere principali
- Le prime relazioni sociali: il bambino e la madre, Roma, A. Armando Editore, 1979.
- Il mondo interpersonale del bambino, Torino, Bollati Boringhieri editore, 1987.
- Diario di un bambino, Milano, Arnoldo Mondadori Editore, 1991.
- Le interazioni madre-bambino nello sviluppo e nella clinica, Milano, Raffaello Cortina Editore, 1998. ISBN 978-88-7078-514-2
- Nascita di una madre. Come l'esperienza della maternità cambia una donna (con Nadia Bruschweiler Stern e Alison Freeland), Milano, Bruno Mondadori Editore, 1998.
- Il momento presente. In psicoterapia e nella vita quotidiana, Milano, Raffaello Cortina Editore, 2005. ISBN 978-88-7078-948-5
- La costellazione materna. Il trattamento psicoterapeutico della coppia madre-bambino, Torino, Bollati Boringhieri editore, 2005. ISBN 978-88-3391-796-2
- Le forme vitali. L'esperienza dinamica in psicologia, nell'arte, in psicoterapia e nello sviluppo, Milano, Raffaello Cortina Editore, 2011. ISBN 978-88-6030-387-5
- La nuova alleanza tra psicoterapia e neuroscienze. Dall'intersoggettività ai neuroni specchio (con Vittorio Gallese e Luigi Onnis), Milano, FrancoAngeli, 2015. ISBN 978-88-9170-940-0